# مهدي غلشني
مهدي جولشاني (بالفارسية: مهدی گلشنی، ولد عام 1939 في أصفهان، إيران) هو فيزيائي إيراني نظري وأكاديمي وباحث وفيلسوف وأستاذ متميز في جامعة شريف للتكنولوجيا. وهو أيضًا عضو قدماء العلوم والثقافة الإيرانية، والمجلس الأعلى للثورة الثقافية، وزميل أقدم في أكاديمية العلوم الإيرانية، وزميل مؤسس معهد دراسات الفيزياء النظرية والرياضيات.

## تاريخه
حصل على بكالوريوس العلوم. في الفيزياء من جامعة طهران عام 1959 ودرجة الدكتوراه. في الفيزياء مع تخصص في فيزياء الجسيمات عام 1969 من جامعة كاليفورنيا ، بيركلي. كان عنوان أطروحته للدكتوراه هو «تأثير الإلكترون للذرات شديدة التأين».

## حياته

### مسار
مهدي كلشاني محاضر متميز. تشمل مجالات بحثه الرئيسية الفيزياء التأسيسية وفيزياء الجسيمات وعلم الكونيات الفيزيائي والآثار الفلسفية لميكانيكا الكم. عُرف كمفكر لكتاباته حول العلم والدين وترابطهما.
مؤسس ورئيس كلية فلسفة العلوم في جامعة الشريف للتكنولوجيا. وهو أيضًا مدير معهد الدراسات الإنسانية والثقافية، طهران، إيران، وأستاذ في قسم الفيزياء بجامعة شريف للتكنولوجيا، بالإضافة إلى تميزه في كلية الفيزياء بمعهد الدراسات في الفيزياء النظرية والرياضيات.
وهو عضو في الرابطة الأمريكية لمدرسي الفيزياء، ومركز اللاهوت والعلوم الطبيعية بالإضافة إلى مساهمته في المركز الدولي للفيزياء النظرية، ترييستي ، إيطاليا. وهو أيضًا عضو في جمعية فلسفة العلوم، ميتشيغان، الولايات المتحدة والجمعية الأوروبية لدراسة العلوم واللاهوت.
لقد كان من بين الفائزين في السنة الأولى من برنامج دورة تمبلتون للعلوم والدين  وكان أيضًا من بين الحكام السابقين لجائزة تمبلتون. مساهم في أكاديمية العالم الإسلامي للعلوم.
كتب العديد من الكتب والمقالات في الفيزياء، وفلسفة الفيزياء، والعلوم والدين، وكذلك العلوم واللاهوت.يركز فيها على إحياء الروح العلمية في العالم الإسلامي.

### الآراء
على أساس ميكانيكا الكم
- إنه مهتم بشكل أساسي بالتفسير الأرثوذكسي لميكانيكا الكم والبدائل الأكثر واقعية الممكنة، ولا سيما ميكانيكا بوم.

في العلاقة المتبادلة بين العلم والدين
- هو عالم ومفكر مسلم يهنم بالعلم والدين.

في المسيحية وتطور العلم الحديث
- كان لمنظور كتاب الإنجيل إلى العالم تأثير كبير في تطور العلم. يشير البروفيسور مهدي جولشاني إلى وجود علاقة بين الإيمان بإله التوراة والإنجاز العلمي من خلال قوله إن كوبرنيكوس وكبلر وجاليليو وبويل ونيوتن والعديد من مؤسسي العلوم الآخرين كانوا جميعًا مسيحيين متدينين. تم بناء العلم الغربي إلى حد كبير في إطار النظرة المسيحية للعالم، وتأثر بالمفاهيم الإنجيلية التالية: [5]

### اقتباسات
- «مفهوم الإله كلي العلم والقادر على كل شيء، [الذي] جعل كل شيء وفقًا لطريقة وهدف عقلانيين، ساهم في مفهوم الخلق المنظم بشكل عقلاني».[بحاجة لمصدر]
- «إن فكرة الإله المتعالي المنفصلً عن خلقه، تضاد المقولة بأن العالم المادي، أو أي جزء منه، هو عالم مقدس. وبما أن العالم المادي برمته هو مجرد خلق، فقد كان بالتالي موضوعًا مناسبًا للدراسة والتحول».
- «بما أن الإنسان خُلق على صورة الله (تكوين 1:26)، والتي تضمنت العقلانية والإبداع، فقد اعتُبر أنه من الممكن أن يميز الإنسان البنية العقلانية للكون المادي الذي صنعه الله».
- "إن التفويض الثقافي، الذي عين الإنسان ليكون وكيل الله على الخليقة (تكوين 1: 28)، وفر الدافع لدراسة الطبيعة وتطبيق تلك الدراسة نحو غايات عملية، وفي نفس الوقت تمجيد الله لحكمته وطهارته.
- "الشائع، أكبر صراعين تاريخيين بين العلم والدين هو الصراع الذي تورط فيه غاليليو وداروين.[بحاجة لمصدر]
- «كانت قضية جاليليو، في أوائل القرن السابع عشر، نزاعًا معقدًا، أضرمته السياسة والشخصيات. كان في الأساس نزاع عائلي داخل المسيحية. تصادم برنامجان مختلفان للبحث العلمي، كل برنامج مدعوم من قبل مجموعته الخاصة من العلماء المسيحيين. كانت القضية المركزية هي السؤال المعرفي حول كيفية تحديد الحركة المطلقة. هل يجب وضع الإطار المرجعي المطلق بمعايير الكتاب المقدس، أو الفلسفة الأرسطية، أو بالبساطة الرياضية [...] أو من خلال اعتبارات أخرى؟ كانت الصعوبة هي أن البيانات في حد ذاتها يمكن أن تنتج معلومات فقط حول الحركة النسبية. وبالتالي، يجب تسوية مسألة الحركة المطلقة بتعريفات واعتبارات غير علمية. وكما هو معروف الآن على نطاق واسع، فإن حل هذه المسألة يعتمد إلى حد كبير على افتراضات وجهة نظر المرء».[بحاجة لمصدر]
- «الصراع الذي عجل به داروين يتعلق بالأصول في المقام الأول. كيف نشأت الحياة بكل أشكالها المتنوعة؟ لا يتعلق الخلاف كثيرًا بملاحظات الكائنات الحية، والحفريات، والتكوينات الجيولوجية، وما إلى ذلك، بل يتعلق بكيفية شرح كيفية ظهورها. على هذا النحو، يتضمن الصراع أسئلة تتعلق بالطبيعة النهائية للواقع (على سبيل المثال، هل يمكن تفسير العقل بالكامل بمفهوم مادي؟)، علم الأمور الأخيرة (على سبيل المثال، هل لدى الإنسان نفس غير مادية تنجو من الموت الجسدي؟) [... ] والسببية (على سبيل المثال، هل يتطلب أصل الحياة أعمالًا إلهية خاصة؟). مرة أخرى، هناك قضية مركزية تتعلق بنظرية المعرفة: ما هو الدور الذي يجب أن يلعبه الوحي الإلهي (على سبيل المثال، الكتاب المقدس) في تفسير نتائج علم الملاحظة، وفي اختيار نظريات العلم [...] وفي تقديم وجهة نظرنا عن الأصول، إلخ. ؟ هنا، أيضًا، من الواضح أن هذا الصراع متجذر من صدام بين معارضة الافتراضات المسبقة العلمية».[بحاجة لمصدر]

## أعمال

### كتب
- تحليلى بر ديدگاههاى فلسفى فيزيكدانان معاصر (تحقيق في وجهات النظر الفلسفية لعلماء الفيزياء المعاصرين). بالفارسية.
- علم دینی وعلم سکولار (العلوم العلمانية والدينية). بالفارسية.
- كلشاني، مهدي. القرآن الكريم وعلوم الطبيعة . الطبعة غلاف عادي. دراسات في الفلسفية المعاصرة، 1997.
- من الفيزياء إلى الميتافيزيقا، معهد الدراسات الإنسانية والثقافية، طهران، 1998
- كلشاني، مهدي. هل يستطيع العلم الاستغناء عن الدين؟ غلاف إد. IHCS ، 1998.
- الترجمة الإنجليزية للقرآن الكريم المجلد. 1، منظمة الدعوة الإسلامية، طهران، 1991

### مقالات
- كلشاني، مهدي. «هل يقدم العلم دليلاً على حقيقة وهدف متسوقين:.» الإسلام والعلم (محكم) 1 (2003): 45-65.
- كلشاني، مهدي. «بعض الأسئلة المهمة المتعلقة بالعلاقة بين العلم والدين». الإسلام والعلم 3.1 (2003): 63-83.
- أوراق علمية